# Monique Somers
Monique Somers (Haarlem, 28 juli 1963) is een Nederlandse wis- en weerkundige. In de jaren negentig presenteerde ze onder andere drie jaar lang op het NOS tv-journaal het weer.
Somers groeide op in Amsterdam. Ze deed er het gymnasium-B aan het Sint-Nicolaaslyceum. Van 1981 tot 1987 studeerde ze toegepaste wiskunde aan de Universiteit van Amsterdam. Haar afstudeerwerkstuk betrof een onderwerp uit de stromingsleer (behorend tot de wiskundige natuurkunde) over hoe de stroming in een bol verloopt. Vervolgens deed ze ook nog meteorologie als bijvak aan de Vrije Universiteit Amsterdam.
Somers werkte vervolgens vier jaar bij het Nationaal Lucht- en Ruimtevaartlaboratorium. Daar hield ze zich bezig met het mede opzetten van programma's waarmee men de stromingen rondom de vleugels van vliegtuigen kan simuleren.
Ze kwam in 1991 bij het Koninklijk Nederlands Meteorologisch Instituut (KNMI) terecht, waar ze intern werd opgeleid tot praktisch meteorologe. Na eerst als luchtvaartmeteorologe te hebben gewerkt (onder meer op Luchthaven Schiphol), werd Somers na een screentest geschikt bevonden om het weer op de televisie te presenteren. Haar eerste optreden was op 3 januari 1994 in Ontbijt TV, samen met collega-weerkundige Peter Timofeeff. Van medio 1995 tot medio 1998 presenteerde ze op het NOS tv-journaal het weer, als collega van Erwin Kroll en Frans Elkhuizen. Ook verzorgde ze weerpresentaties in het NOS Radio 1 Journaal en MiddagEditie en voor de Radio Nederland Wereldomroep.
Daarna werd ze persvoorlichtster bij het KNMI in De Bilt en plaatsvervangend hoofd communicatie, een functie die ze tot eind 2007 uitoefende. Haar opvolgster was Diana Woei. De eerste jaren trad Somers af en toe nog als weervrouw voor de NOS bij bijzondere gelegenheden op de televisie op. Van medio 2000 tot medio 2001 presenteerde ze ook het weer op de Amsterdamse tv-zender AT5. Eind 2000 werd ze opgenomen in de redactie van het destijds nieuwe blad Het Weer Magazine.
Na haar periode bij het KNMI is Somers bij Rijkswaterstaat te Lelystad als senior communicatieadviseur aan de slag gegaan. Begin 2011 kreeg ze dezelfde functie bij de gemeente Epe, waar ze zelf woont.